# Theodore Pell
Theodore Roosevelt Pell (ur. 12 maja 1879 w Yonkers, zm. 18 sierpnia 1967 w Sands Point) – amerykański tenisista, olimpijczyk z Sztokholmu (1912).

## Kariera tenisowa
W latach 1910–1918 klasyfikowany w czołowej dziesiątce graczy amerykańskich, w tym jako nr 5. w 1913 i 1915. Jego ulubionym turniejem były halowe mistrzostwa USA, które wygrywał trzykrotnie w grze pojedynczej (1907, 1909 i 1911) oraz czterokrotnie w deblu (1905, 1909, 1911 i 1912). W 1915 dotarł do półfinału mistrzostw USA na kortach otwartych, w Newport, gdzie przegrał z Maurice’em McLoughlinem, ale pokonał po drodze m.in. Watsona Washburna i Bealsa Wrighta.
W 1912 roku zagrał na igrzyskach olimpijskich w Sztokholmie, startując jako jedyny reprezentant USA w turnieju. Odpadł z rywalizacji w 3 rundzie, pokonany przez Luisa Marię Heydena.
W 1966 roku został uhonorowany miejscem w Międzynarodowej Tenisowej Galerii Sławy.